# Bernard Leach
Bernard Howell Leach (Hong Kong, 5 de enero de 1887-St Ives (Cornualles), 6 de mayo de 1979) fue un ceramista y profesor de arte británico. Está considerado como el «Padre de la cerámica de taller británica». Estudió con el ceramista japonés Kenzan VI —de la escuela iniciada con Ōgata Kenzan—, por lo que recibió el nombre de Kenzan VII.

## Biografía
Leach nació en Hong Kong. Su madre, Eleanor (de soltera Sharp), murió al dar a luz. Pasó sus tres primeros años en Japón con su padre, Andrew Leach, hasta que volvió a Hong Kong en 1890. Asistió a la Slade School of Fine Art y a la London School of Art, donde estudió grabado con Frank Brangwyn, un gran admirador del arte japonés, y conoció a Takamura Kortaro, un escultor japonés. La lectura de libros de Lafcadio Hearn le hizo interesarse por Japón y por forjarse una carrera en este país como maestro y artista.

### Primeros años en Japón
Se inició como pintor y aguafuertista. En 1909 viajó a Japón con su esposa Muriel (de soltera Hoyle) con la intención de enseñar grabado. Satomi Ton, Kojima Kikuo y más tarde Ryūsei Kishida fueron sus alumnos. En Tokio, dio charlas y asistió a reuniones junto con Mushanokōji Saneatsu, Shiga Naoya, Yanagi Sōetsu y otros del "Grupo Shirakaba", que intentaban introducir el arte occidental en Japón tras 250 años de reclusión. Alrededor de 1911 asistió a una fiesta de alfarería Raku-yaki que fue su primer contacto con la cerámica, y a través de la introducción de Ishii Hakutei, comenzó a estudiar con Urano Shigekichi 浦野繁吉, que se erigió como Kenzan VI en la tradición del alfarero Ogata Kenzan. El alfarero Tomimoto Kenkichi le ayudó como intérprete de los términos técnicos. A partir de esta época, Leach escribió artículos para el grupo Shirakaba. Atraído por el filósofo y estudioso del arte prusiano Dr. Alfred Westharp, que por aquel entonces vivía en Pekín, Leach se trasladó a este país en 1915. Allí adoptó el nombre de 李奇聞 (por "Leach"), pero regresó al año siguiente a Japón.  En 1919 Shōji Hamada le visitó por primera vez y se convirtió en su discípulo. Ese mismo año Leach adquirió los materiales para construir un horno de Kenzan en el jardín de Yanagi y lo llamó Tōmon-gama. Ya establecido como alfarero, decidió trasladarse a Inglaterra.

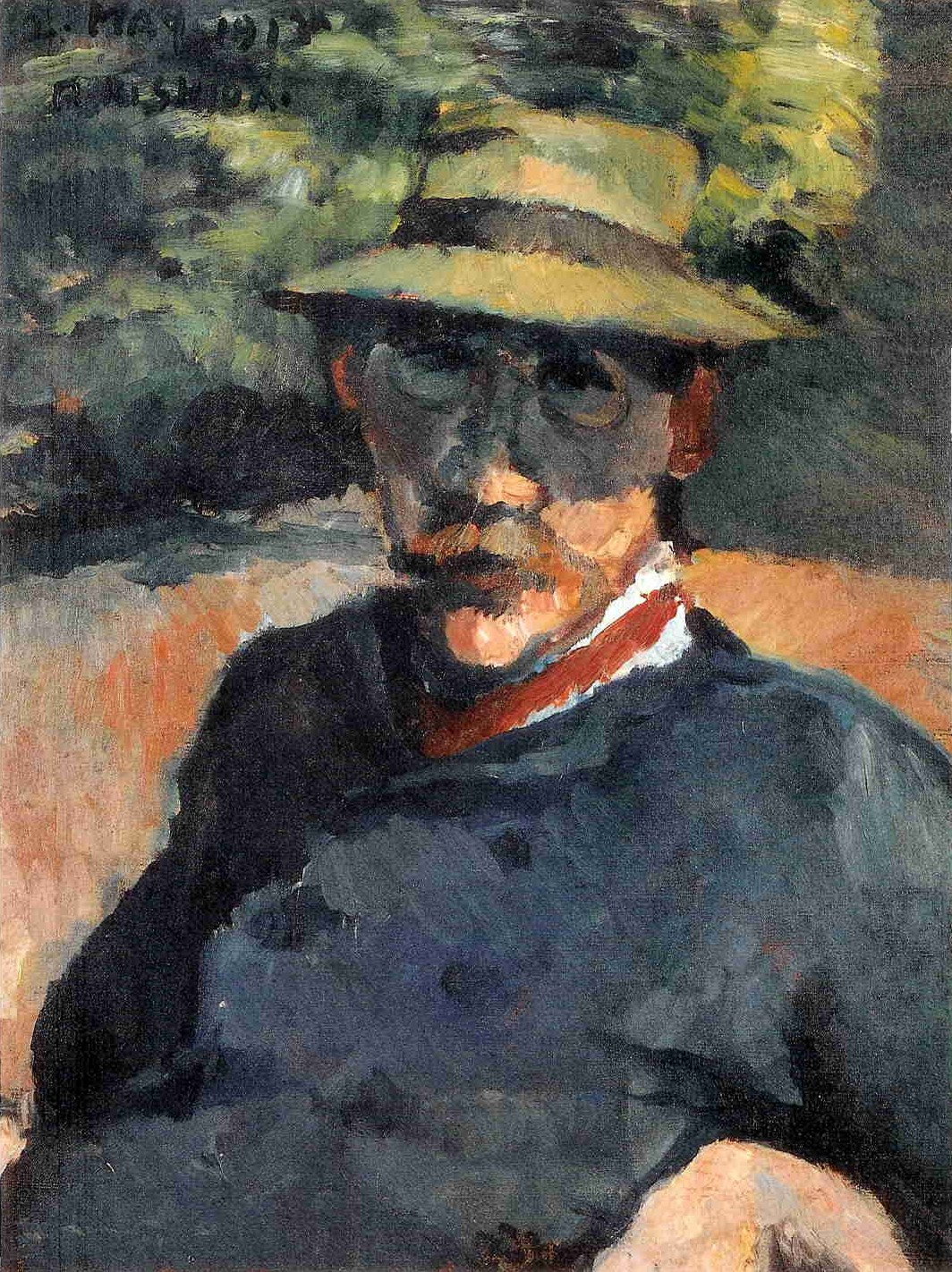
Bernard Leach, retratado por Ryūsei Kishida

### Regreso a Inglaterra
Regresó a Inglaterra en 1920 por invitación de Frances Horne. Horne estaba creando un gremio de artesanos dentro de la colonia de artistas existente en St Ives (Cornualles). Se puso en contacto con Leach para sugerirle que se convirtiera en el alfarero de este grupo. Shoji Hamada acompañó a Leach a Inglaterra y, tras identificar un emplazamiento adecuado junto al río Stennack, en las afueras de St Ives, ambos establecieron la Leach Pottery en 1920. Juntos construyeron un horno tradicional japonés de escalada o 'Noborigama (登り窯)', el primero en Occidente. El horno estaba mal fabricado y fue reconstruido en 1923 por Matsubayashi Tsurunosuke. 
Leach se convirtió en miembro del Bahaismo en 1940, tras ser iniciado por Mark Tobey que también era baháʼí. Después una peregrinación a los santuarios baháʼí en Haifa, Israel, durante 1954, se intensificó su sentimiento de que debía hacer más por unir Oriente y Occidente volviendo a Oriente "para intentar más honestamente hacer mi trabajo allí como baháʼí y como artista..."

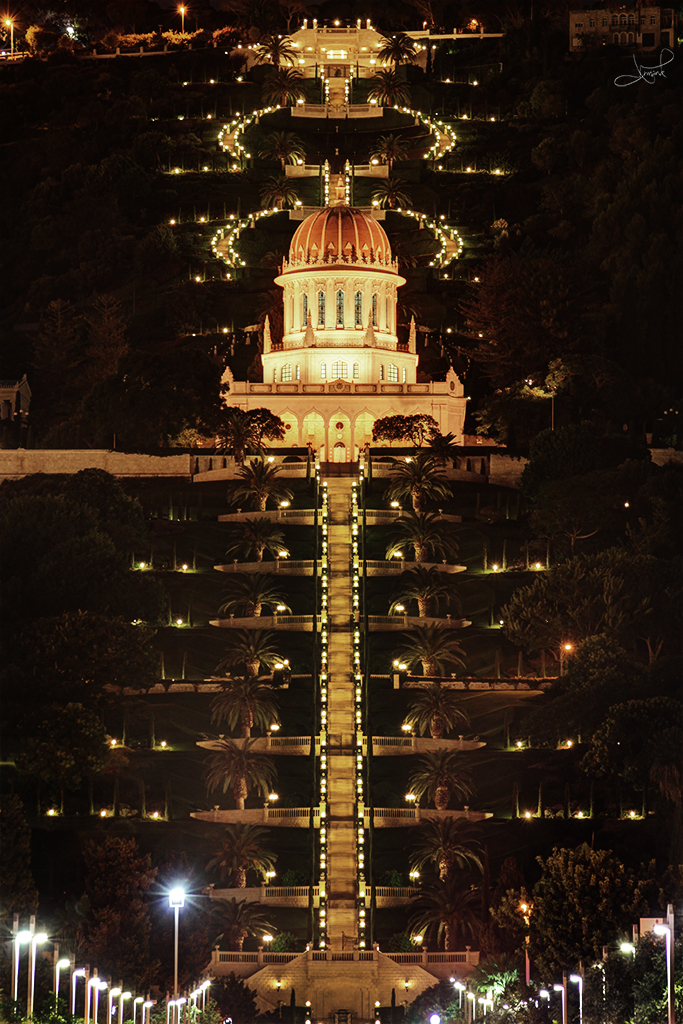
El Santuario del Báb, Haifa, Israel

En 1934 Leach y Mark Tobey viajaron juntos por Francia e Italia, y luego navegaron desde Nápoles hasta Hong Kong y Shanghai, donde se separaron, y Leach se dirigió a Japón.

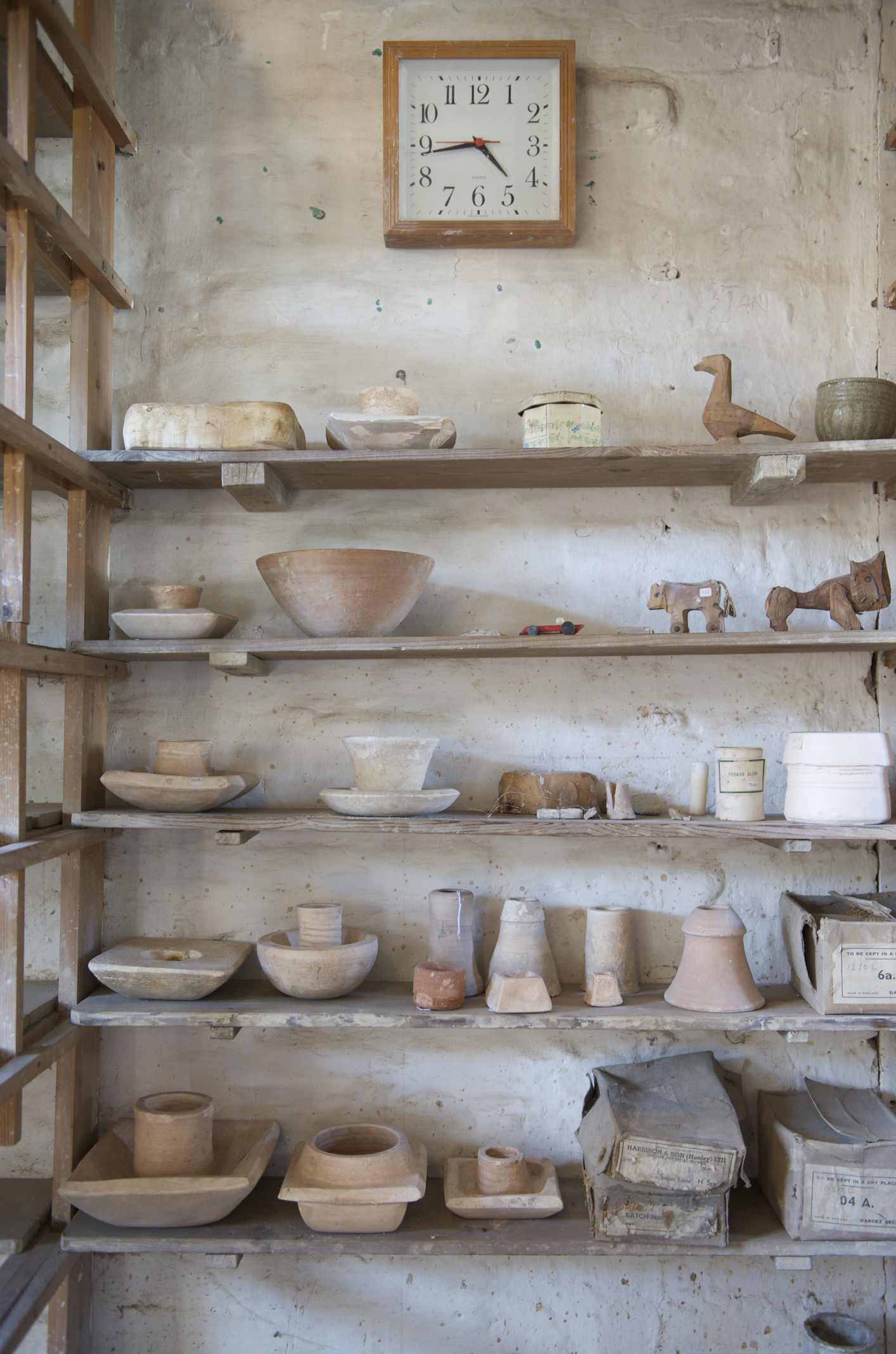
Una estantería en el museo y galería de cerámica Leach, St Ives, Cornualles

Su obra está inspirada en la cerámica inglesa medieval y renacentista, pero preferentemente en el raku japonés. Realizó floreros y piezas de ajuar doméstico de formas sencillas y aspecto robusto, con unos efectos decorativos basados en un vidriado fino, en ocasiones con motivos incisos o pintados con brocha.
Introdujo en Europa el concepto japonés de la cerámica como arte y no como artesanía, idea que divulgó gracias a su libro A Potter's Book (Manual del ceramista, 1940). En esta obra afirma que «los cacharros de barro, como todas las obras de arte, son expresiones humanas». También sostenía que la cerámica realizada a mano, pese a sus imperfecciones, era superior a la confeccionada con medios mecánicos o en serie. Aunque ajeno al diseño industrial, su obra influyó en numerosos diseñadores modernos. Promovía la cerámica como una combinación de artes y filosofías occidentales y orientales. Su trabajo se centraba en la cerámica tradicional coreana, japonesa y china, en combinación con las técnicas tradicionales de Inglaterra y Alemania, como el engobe y el esmalte salino. Veía la alfarería como una combinación de arte, filosofía, diseño y artesanía, incluso como un estilo de vida mayor. El taller de Leach producía una gama de cerámica artesanal "estándar" para el público en general. Además, producía vasijas que se exponían como obras de arte.
Muchos alfareros de todo el mundo fueron sus aprendices y difundieron el estilo y las creencias de Leach. Entre sus colaboradores y aprendices británicos figuran Michael Cardew, Katherine Pleydell-Bouverie, David Leach (su hijo), Janet Darnell (con quien Leach se casó en 1956) y William Marshall. Otro de sus alumnos en St Ives fue William Worrall, que llegó a ser artesano jefe del gremio de artesanos Chalice Well en Glastonbury. Entre sus discípulos estadounidenses se encuentran Warren MacKenzie (que también influyó en muchos ceramistas a través de su enseñanza en la Universidad de Minnesota), Byron Temple, Clary Illian y Jeff Oestrich. Fue una gran influencia para el destacado ceramista neozelandés Len Castle, que viajó a Londres para trabajar con él a mediados de la década de 1950. Otro fue el alfarero indio Nirmala Patwardhan, que desarrolló el llamado esmalte Nirmala, basado en una técnica china del siglo XI. Sus cuatro alumnos canadienses, John Reeve, Glenn Lewis, Michael Henry e Ian Steele, contribuyeron a dar forma a la escena alfarera de Vancouver y de la costa oeste canadiense durante las décadas de 1960 y 1970. Así como el alfarero chipriota Valentinos Charalambous se formó con el en 1950-51.
Contribuyó, junto con Muriel Rose, a organizar la única Conferencia Internacional de Alfareros y Tejedores en julio de 1952 en Dartington Hall, donde había estado trabajando y enseñando. En la conferencia se mostraron además exposiciones de cerámica y textiles británicos desde 1920, arte popular mexicano y obras de participantes en la conferencia, entre ellos Shoji Hamada y la ceramista estadounidense de la Bauhaus Marguerite Wildenhain. Otro importante colaborador fue el esteticista japonés Soetsu Yanagi, autor de The Unknown Craftsman. Según Brent Johnson, "El resultado más importante de la conferencia fue que ayudó a organizar el movimiento de la alfarería moderna al dar voz a las personas que se convirtieron en sus líderes... les dio, a Leach, Hamada y Yanagi, el estatus de celebridades y Marguerite Wildenhain se convirtió en la alfarera artesana más importante de América".

### Últimos años
Siguió produciendo obras hasta 1972 y nunca abandonó su pasión por los viajes, lo que le convirtió en un precursor del globalismo artístico. Continuó escribiendo sobre cerámica incluso después de perder la vista. El Museo Victoria y Alberto de Londres organizó una gran exposición de su arte en 1977.

## Obra literaria
- 1940: A Potter's Book. Londres: Faber & Faber
- 1976: Nueva edición, con introducciones de Soyetsu Yanagi y Michael Cardew. Londres: Faber y Faber ISBN 978-0-571-10973-9
- 1985: Beyond East and West: Memoirs, Portraits and Essays. Londres: Faber & Faber ISBN 978-0-571-11692-8
- 1988: Drawings, Verse & Belief. Oneworld Publications. 3ª edición ISBN 978-1-85168-012-2

## Reconocimientos
- Medalla Charles Fergus Binns a la excelencia en cerámica, 1950.[21]

- Premio Cultural de la Fundación Japón, 1974.[22]
- Compañero de Honor, 1973 (Reino Unido).[23]
- Orden del Tesoro Sagrado, 1966 (Japón).[24]
- Comendador de la Orden del Imperio Británico, 1962.[25]

## Galería

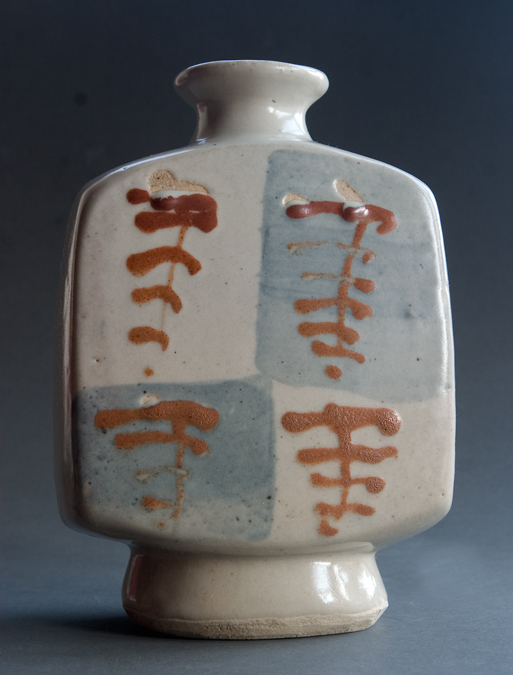
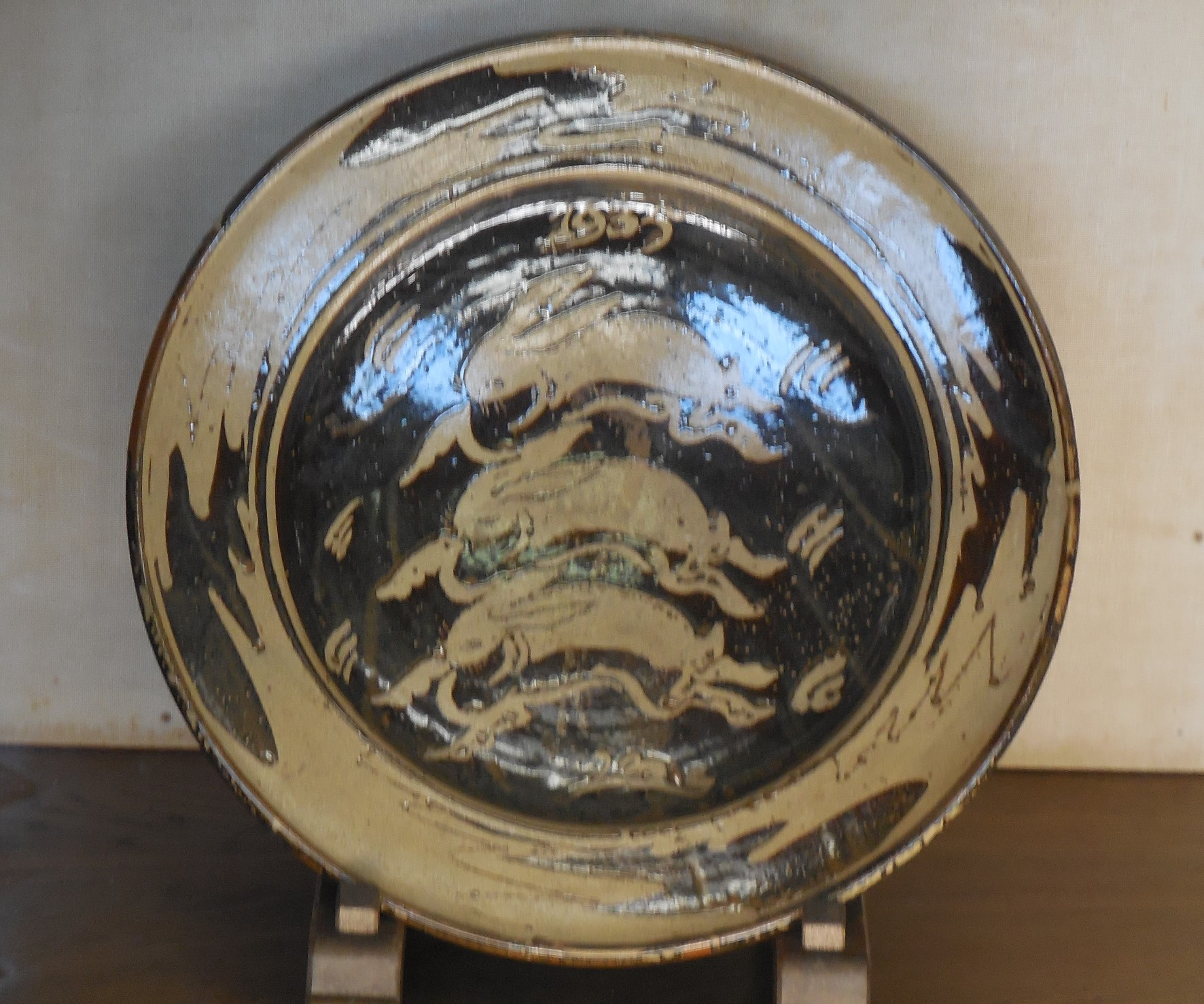
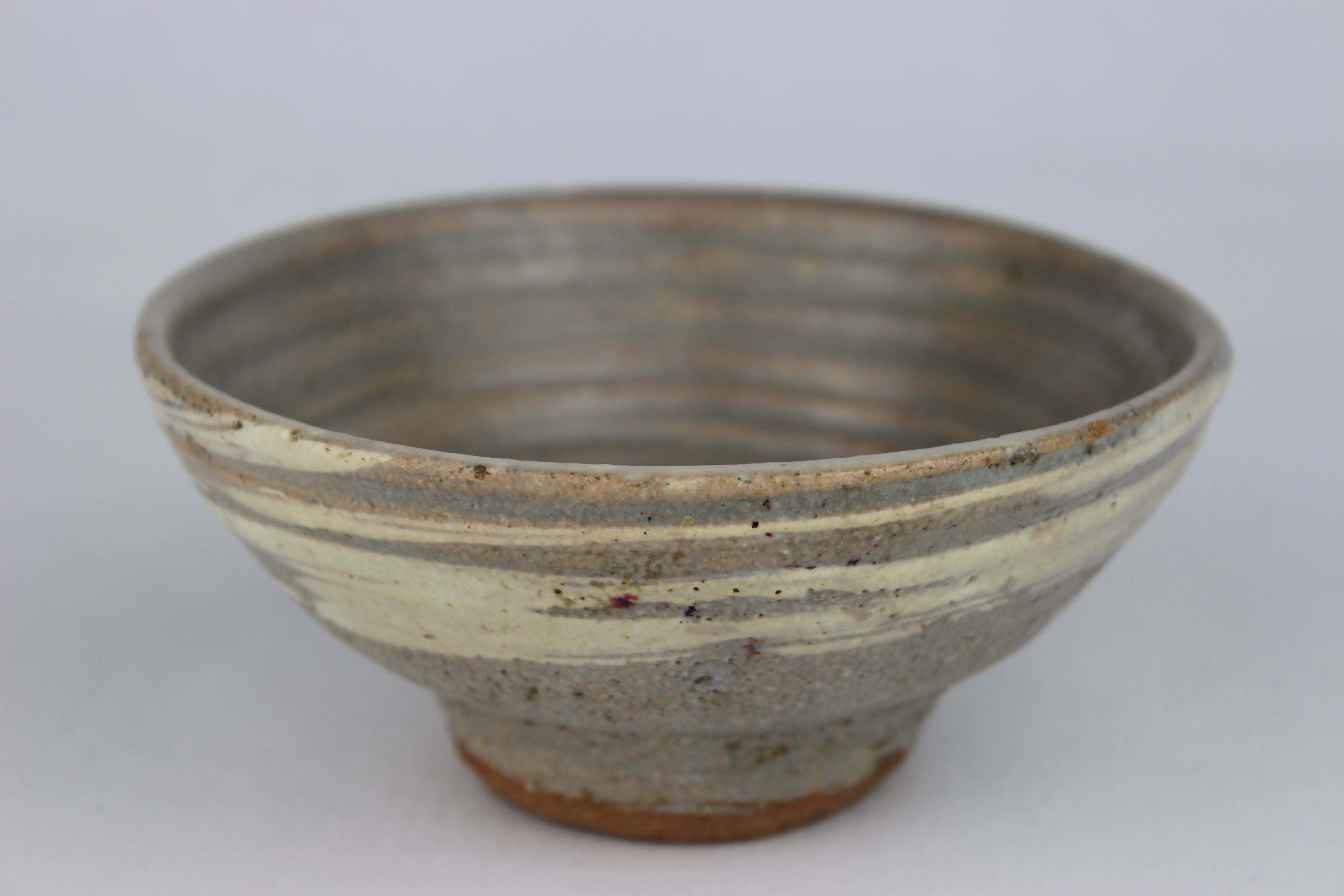
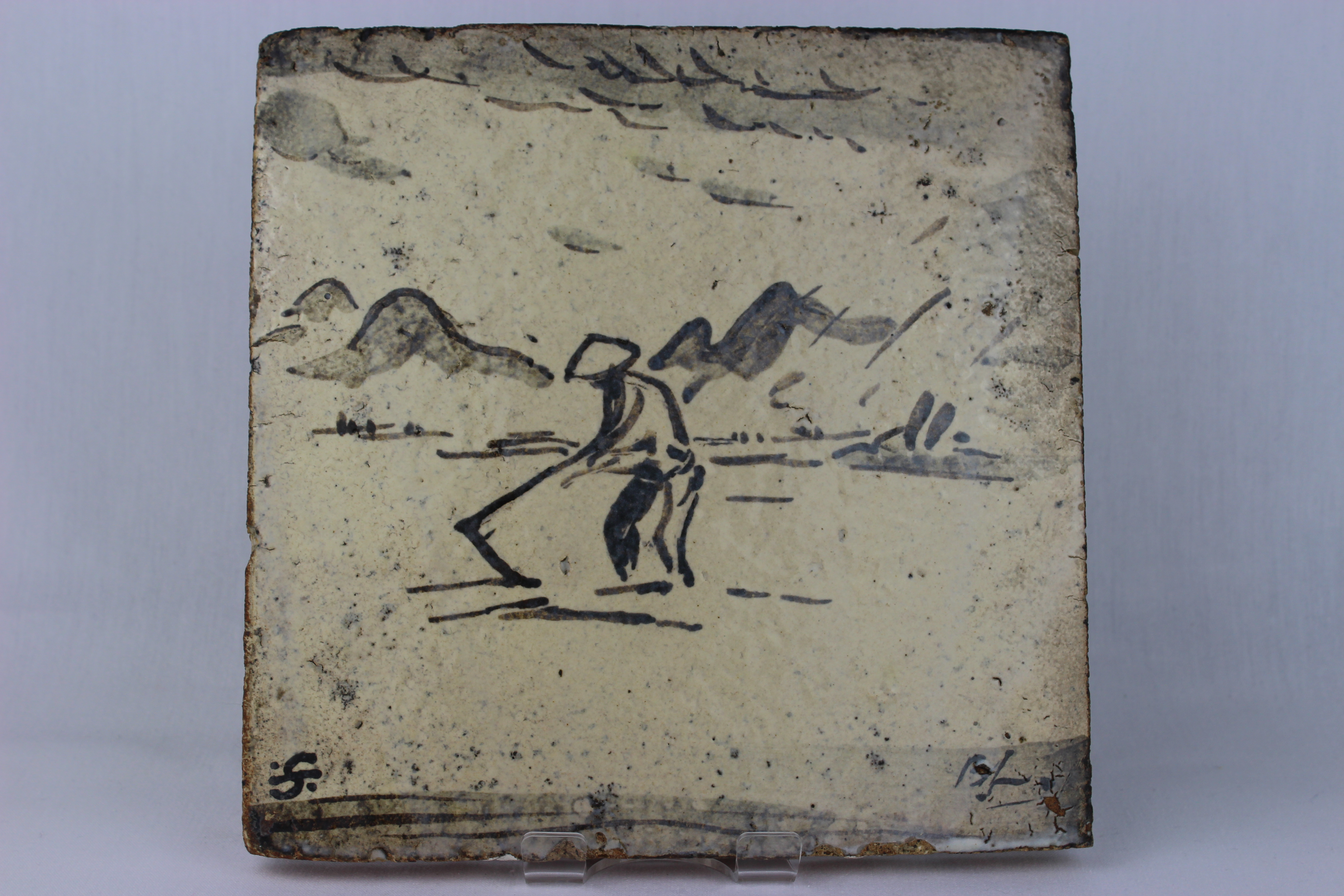
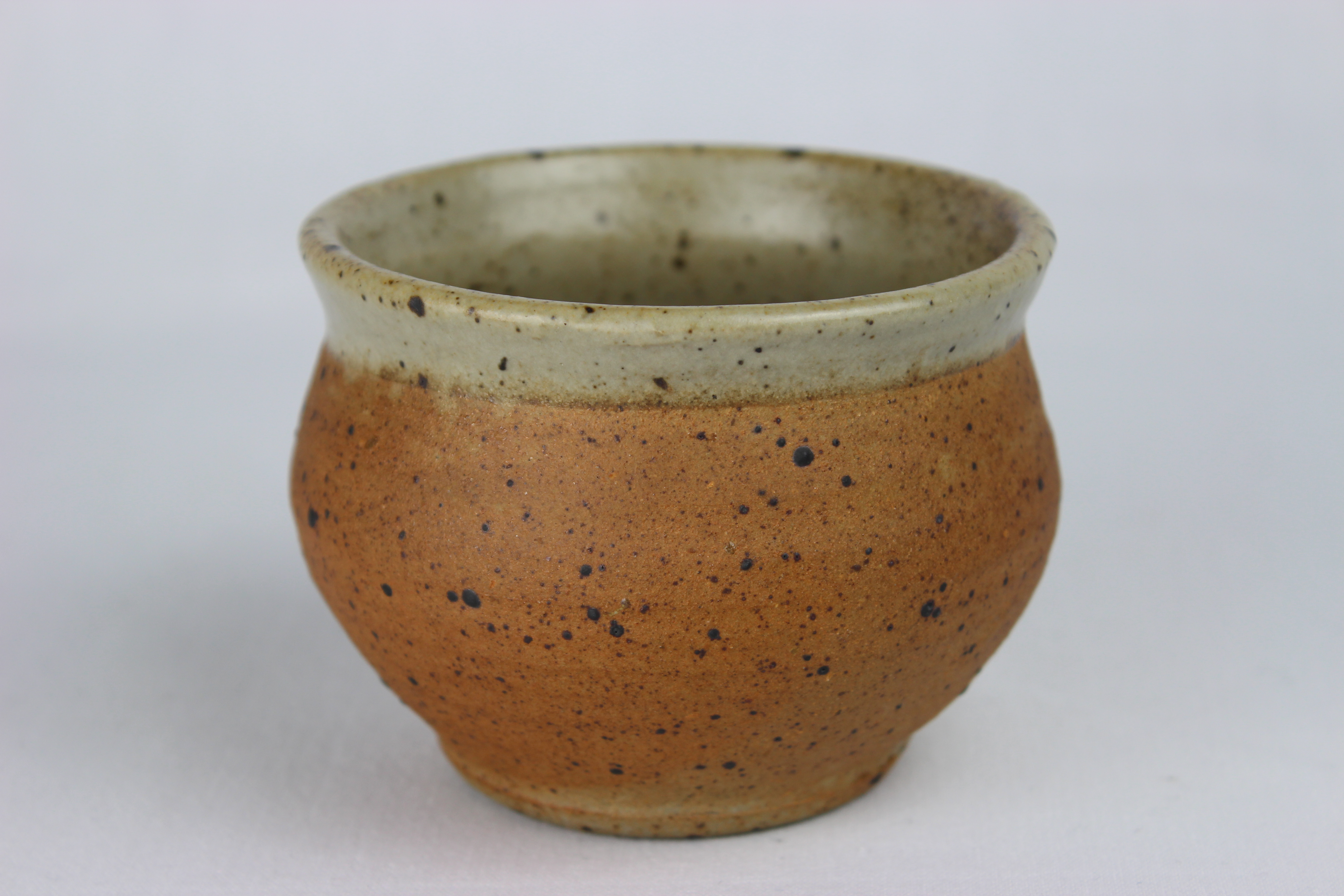
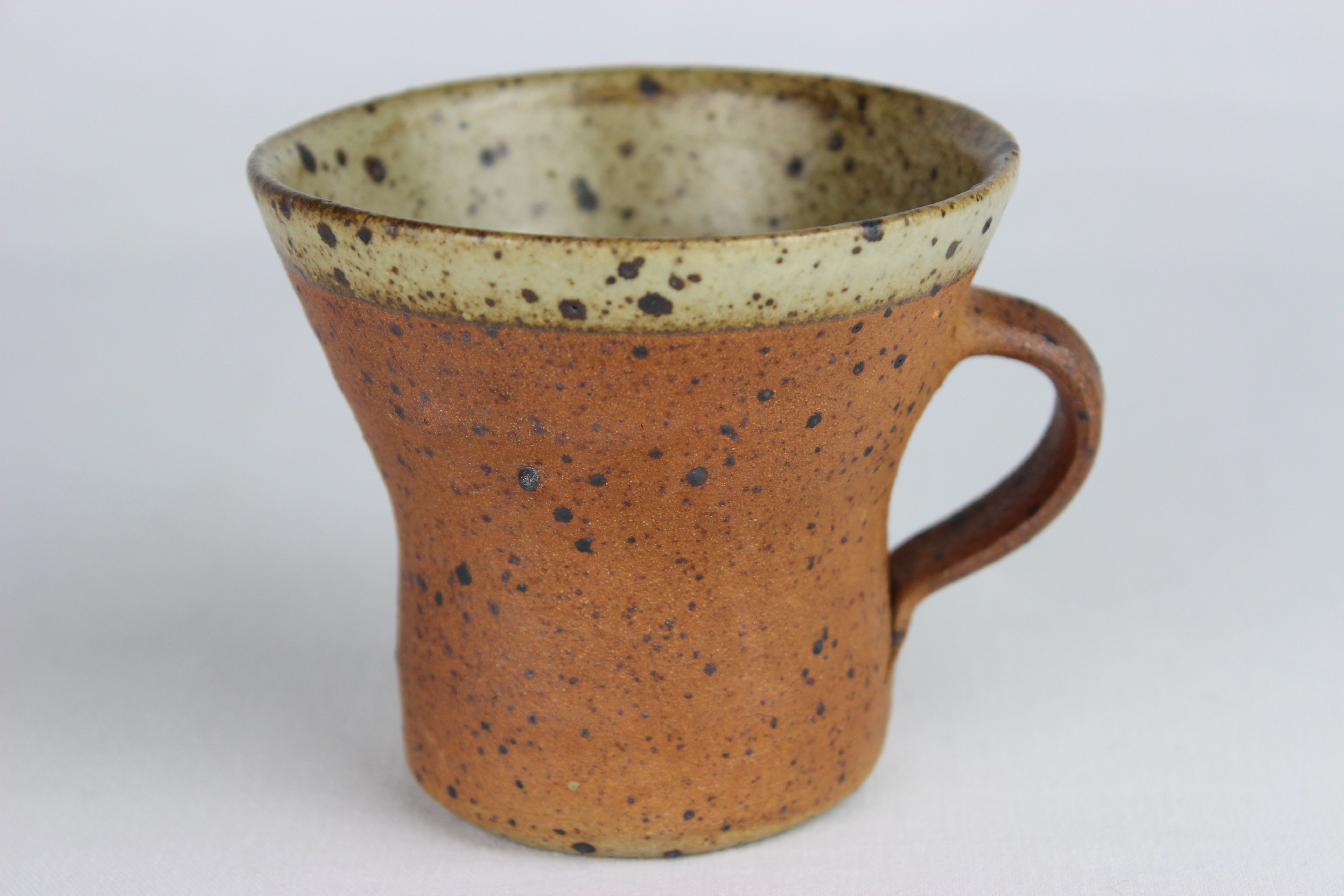